# 横浜市立南山田小学校
横浜市立南山田小学校（よこはましりつ みなみやまたしょうがっこう）は、神奈川県横浜市都筑区の公立小学校。1997年4月1日の創立以来27年と345日が経過している。

## 概要
センター北駅より徒歩15分、北山田駅より徒歩10分。2005年度の「子どもキラキラタイム」実践研究報告書では、『児童数が1,000人を越えた時期もあったが、2005年現在の児童数は923人で減少傾向にある』と報告されている。2015年現在では900人をきった。
同報告書によれば、『校庭が狭く児童たちが思うように遊べない他、体育の授業も学年によって校庭の割り当てを行わなければ授業が実施出来ない状況にあり、施設の使い方やカリキュラムの工夫、近隣の施設の効果的な活用が課題となっている』と述べられている。
平成26年4月現在、児童数834名、学級数29学級となっている。一時期は1000人を超えるときもあったが、最近は減少している。

## 歴史
- 1994年 - 港北ニュータウン開発に伴い、中川小学校内に児童の増加が見込まれ、新設校設立が必要になる。
- 1995年 - 所在地の南山田から、校名を「南山田小学校」と決定。
- 1996年 - 現在の所在地に校舎完成。
- 1997年4月1日 - 開校宣言。
- 1998年6月1日 - この日を開校記念日として制定し、第一回開校記念日を祝う。
- 1999年
  - 横浜市教育委員会より「わがまちの学校づくり支援業研究推進校」に指定される。
  - 南山田祭（2004年、学習発表会へ変更）でなかよしグループごとにお店を出店。PTA発足
- 2000年
  - 児童数増による学級増への対応のために第二音楽室の普通教室化工事竣工。最後の秋の運動会。
  - この地区では珍しく春に運動会がある。中学受験のため。
- 2001年
  - 児童数増による学級数対応のために視聴覚教室の普通教室化工事竣工。
  - 図書室、多目的ホール竣工。
  - 創立5周年記念樹植樹（みかん・夏みかん）
  - この年から運動会が春になる。
- 2002年 - 6年生の日光修学旅行が赤城宿泊体験学習に変わる。
- 2003年 - 児童数増による学級増への対応のために普通教室竣工。
- 2004年 - 南山田祭から学習発表会となる。2期制になる。
- 2005年 - 児童昇降口の窓を卒業制作のステンドグラスで飾る。
- 2006年 - 創立10周年記念式典を行う。
- 2007年 - なかよし活動が、ペア学年で（1年生は6年生と、2年生は4年生と、3年生は5年生とペアで）の活動になる。
- 2008年 - 外国語活動必修化に向け英語ルームが出来る。
- 2009年 - 教育の情報化に伴い、パソコンが各教室に配置される。（Windows XPを導入）
- 2010年 - 翌年7月24日のアナログ放送終了に伴い、各教室にデジタルテレビが配置される。（PanasonicのVIERAを導入）
- 2011年 - 創立15周年記念式典を行う。

## 通学区域
通学区域は以下の通りである。
- 北山田二丁目
- 南山田一丁目
- 南山田二丁目
- 南山田三丁目33番～46番
- 南山田町4,593番地、4,795番地～4,809番地、4,813番地、4,814番地の1、4,832番地～4,898番地、4,902番地～4,908番地

## 進学先中学校
通学区域の全域が横浜市立中川中学校に進学する。

## 著名な卒業生
- 小川航基（プロサッカー選手・水戸ホーリーホック）